# چاه دنوک ۱
چاه دنوک ۱ یا چاه دنک روستایی در دهستان چاه علی بخش جلگه چاه هاشم شهرستان دلگان استان سیستان و بلوچستان ایران است.

## جمعیت
بر پایه سرشماری عمومی نفوس و مسکن در سال ۱۳۹۵ جمعیت این روستا ۲۸۴ نفر (۶۶خانوار) بوده‌است.